# Cannondale Bicycle Corporation
Cannondale Bicycle Corporation — американское подразделение голландской компании Pon Holdings которое занимается производством велосипедов. Главный офис расположен в Уилтоне, Коннектикут с производством и сборкой в Китае, Нидерландах и на Тайване.

## История
Компания была основана в 1971 году Джозефом Монтгомери, Джимом Катрамбоном и Роном Дэвисом. Изначально компания выпускала рюкзаки и одежду для велосипедистов, а позже приступила к производству прицепа для туристических велосипедов, предназначенного для перевозки детей. Этот прицеп под названием Bugger (можно перевести как «негодник», «хитрец») пользовался огромной популярностью. В 1983 году компания начала производство шоссейных и туристических, а годом позже и горных велосипедов.
В конце 1990-х годов компания Cannondale презентовала линейку квадроциклов и мотоциклов для мотокросса. Однако это едва не привело компанию к краху. Как указывал в своем интервью директор компании Том Армстронг: «Мы не могли снизить стоимость своей продукции достаточно быстро, и хотя продажи возрастали, компания теряла деньги на каждом проданном мотоцикле». В 2003 году сложившаяся ситуация вынудила компанию искать защиту от банкротства посредством продажи отдела мотостроительства.
Сегодня Cannondale выпускает различные типы велосипедов, в том числе и высокого класса. Компания специализируется на производстве рам из алюминиевых сплавов, а также из углепластика (карбона), в технологиях изготовления которых они являются пионерами. Изначально рамы изготавливались на заводе в Бедфорде, Пенсильвания, но в 2010 году все мощности были перенесены в Тайчжун, Тайвань. Некоторые непроизводственные процессы, как например сборочный и тестовый цеха, так и оставались в Бедфорде, а окончательно были перенесены лишь в 2015 году.
Компания получила своё название от расположенной в Уилтоне станции Cannondale железнодорожной сети Metro-North Railroad.

## Собственность
Компания Cannondale, будучи изначально частной, в 1995 году стала публичной, и после первичного публичного предложения оценивалась в 22 миллиона долларов. Компания оставалась публичной до объявления себя банкротом 29 января 2003 года. Полные активы были приобретены компанией Pegasus Capital Advisors. Производственное оборудование мотоциклетного направления вскоре было распродано, и компания вновь сфокусировалась на выпуске велосипедов. В феврале 2008 года компания Dorel Industries выкупила Cannondale приблизительно за 200 миллионов долларов. Dorel, а также дочерняя компания Pacific Cycle, которая является также дистрибьютором велосипедных брендов Schwinn, Mongoose, Roadmaster и GT, переносят производство в Китайскую Народную Республику и Тайвань. В январе 2022 года голландская компания Pon Holdings поглотила компанию Dorel Sports.

## Продукция
Компания производит более 80 моделей велосипедов, включая прогулочные, городские, детские, шоссейные, горные, специализированные (в частности, велосипеды для полиции) и т. п., а также одежду и обувь для велоспорта, амортизационные вилки, запчасти и аксессуары для велосипедов.

### Технология CAAD

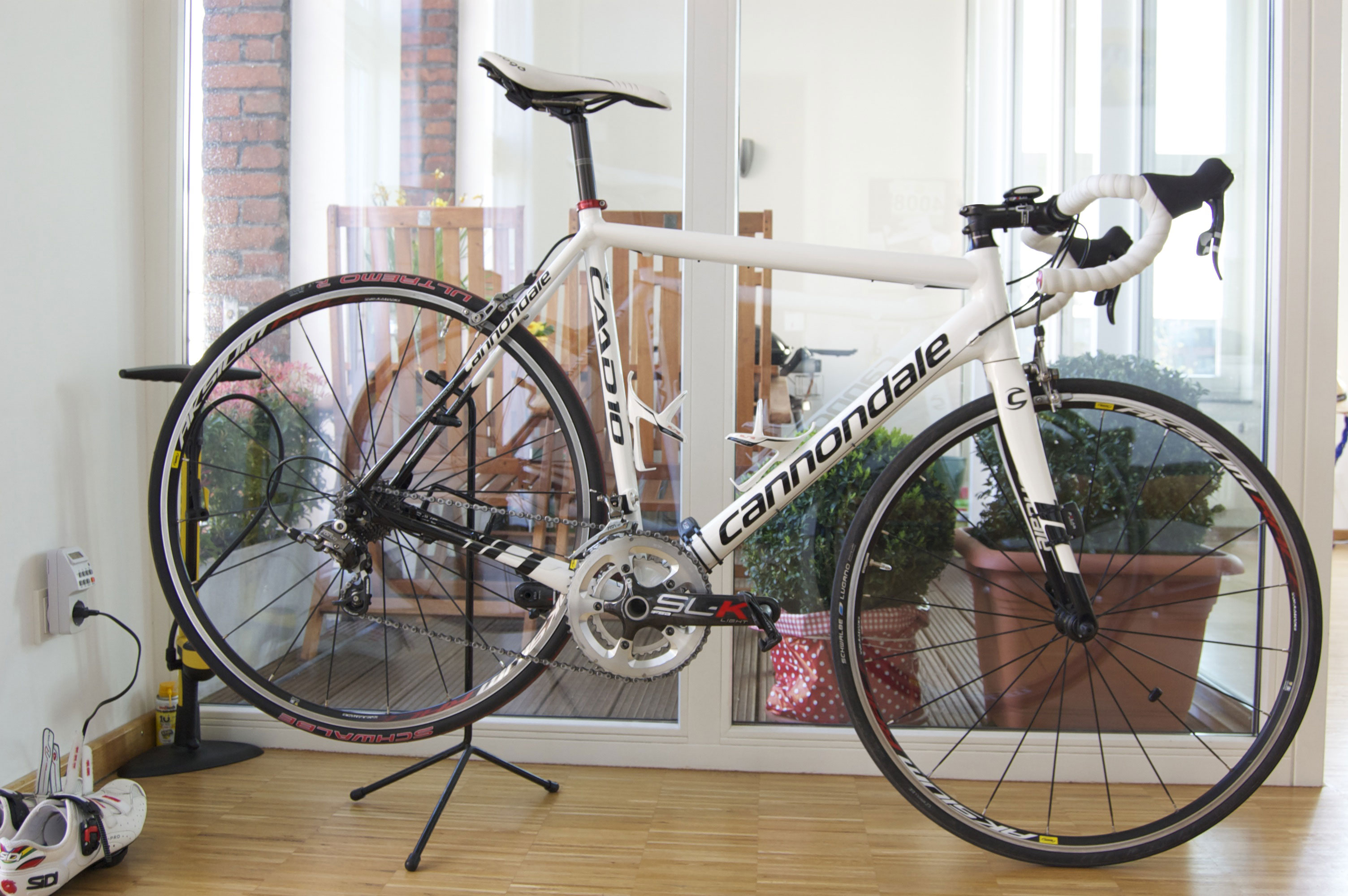
Шоссейный велосипед Cannondale CAAD 10, модель 2011 года

Первая алюминиевая рама для шоссейного велосипеда была выпущена компанией Cannondale в 1983 году. Её стоимость составляла 350$, в комплект также входила вилка. Вилка была металлической и имела рёбра жесткости, а также резьбу. Рама отличалась более широкой нижней и рулевой трубами. Подседельная труба рамы и перья заднего треугольника имели овальную и изогнутую форму для лучшей амортизации. В отличие от стальных рам, алюминиевая рама не имела труб-переходников. Её трубы приваривались друг к другу посредством широкого сварного шва, а затем подвергались термообработке. Первые рамы были доступны в двух цветах: красный и белый, и были покрашены краской DuPont Imron. Компания Cannondale становится первым массовым производителем рам из алюминиевого сплава.
В 1992 году Cannondale выпускает раму серии «2,8», изготовленную при помощи CAD (computer aided design — системы автоматизированного проектирования), что позволило выпустить раму весом 2,8 фунта, или 1,27 кг. В этом же году была изготовлена полностью алюминиевая вилка стандарта 1,25 дюйма. Компания маркирует пометкой CAAD (Cannondale Advanced Aluminum Design) алюминиевые велосипеды из выпущенной немногим позже серии. В 1997 году была выпущена модель CAAD3, которая представляла собой усовершенствованный велосипед серии «2,8». Модель CAAD4 отличалась S-образными верхними перьями, что делало велосипед более комфортным.
В настоящее время (2018 год) выпускается модель Cannondale CAAD12. Вес рамы составляет 1100 грамм.

### Карбоновые рамы
Модель Six13 (Carboneum [углерод] — 6-й [Sixth] элемент в периодической таблице Менделеева, Aluminium [алюминий] — 13-й элемент, отсюда название) была представлена в 2004 году; передний треугольник рамы был сделан из карбона, а задний — из алюминиевого сплава. Такая компоновка противоречила практике велостроения, где задний треугольник обычно являлся карбоновым, а передний — алюминиевым. При этом Международный Союз Велосипедистов (UCI) установил нижний лимит веса велосипеда на уровне 6,8 кг (14,97 фунтов). Cannondale использовали это ограничение в своей рекламной кампании: гонщики ездили в форме, напоминающей тюремную робу, с лозунгом: «Легализуйте мой Cannondale» (Legalize my Cannondale), так как некоторые модели весили менее установленного лимита. Позже технология компоновки рамы из алюминия и карбона была применена при выпуске велосипеда для раздельного старта и триатлона.
В 2005 году Cannondale анонсирует первый полностью карбоновый велосипед Synapse.
Cannondale SystemSix, который дебютировал в 2007 году, по сути, являлся усовершенствованной версией велосипеда Six13. Весь передний треугольник, включая увеличенный и асимметричный рулевой стакан, был изготовлен из карбона. В это же время завод в Пенсильвании пришлось приостановить в целях подготовки сотрудников и настройки нового оборудования для сложного процесса изготовления карбоновых рам. Также новое оборудование позволило создать полностью карбоновую раму, которая была представлена в модели SuperSix.
На 2008 год Cannondale выпускал модели SystemSix и Six13 с задним алюминиевым и передним карбоновым треугольником. SuperSix и Synapse стали первыми полностью карбоновыми шоссейными велосипедами американского производства.
В тестах, проведённых и опубликованных велосипедной компанией Giant в 2012 году, Cannondale SuperSix занял первое место за наибольшую жёсткость кареточного узла при педалировании, а также второе место в абсолютном показателе торсионной жёсткости.
С 2011 по 2015 годы SuperSix EVO являлась самой лёгкой в мире рамой массового производства. Её вес составлял 695 грамм.
На сегодняшний день Cannondale предлагает множество моделей с полностью карбоновой рамой — как среди шоссейных, так и среди горных велосипедов. Среди них: SuperSix, Synapse, SuperX, Slice, Habit, Scalpel, F-Si, Trigger, Jekyll, Quick, Topstone.

### Амортизация

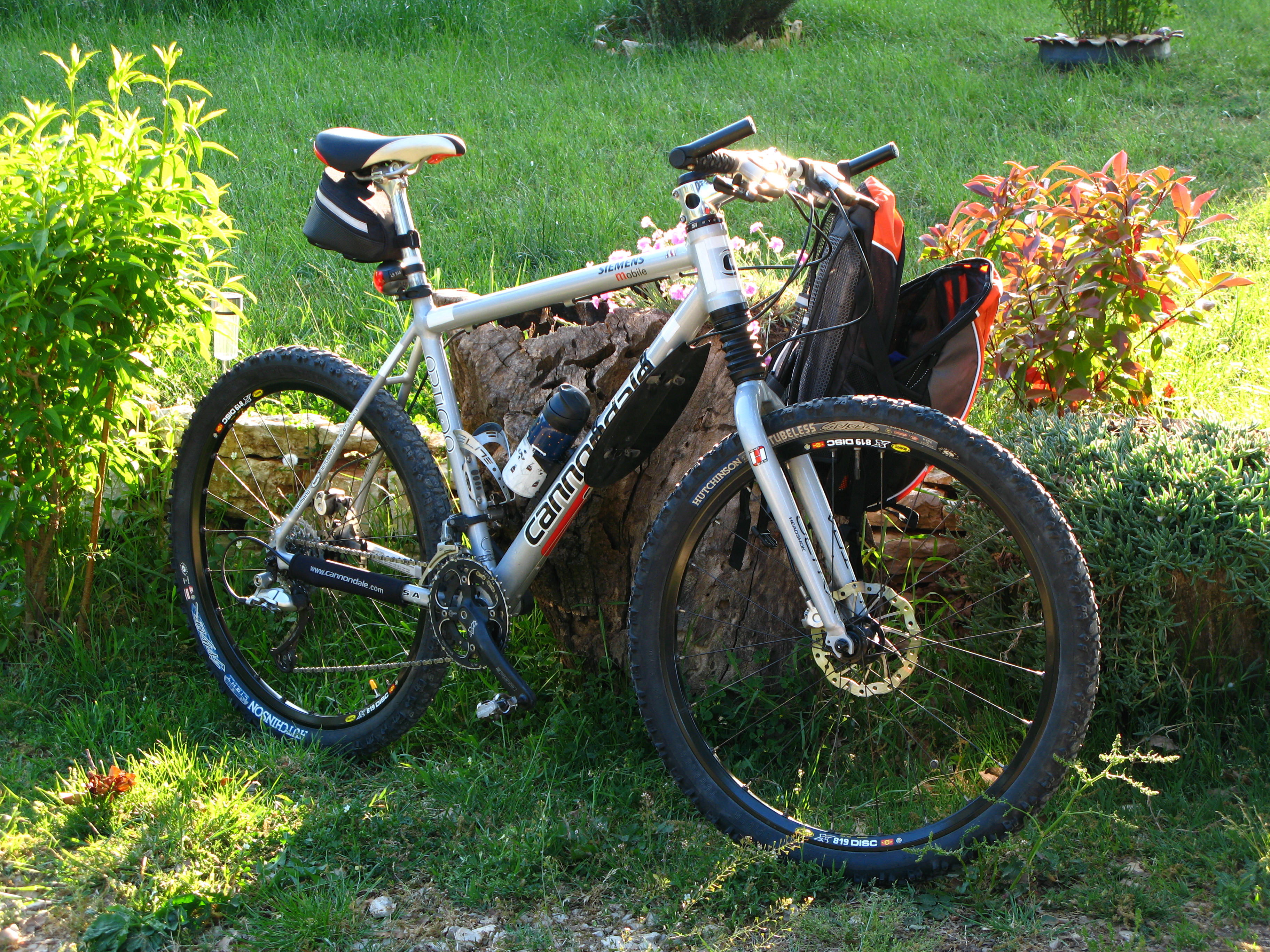
Амортизационная вилка Fatty на велосипеде Cannondale F900

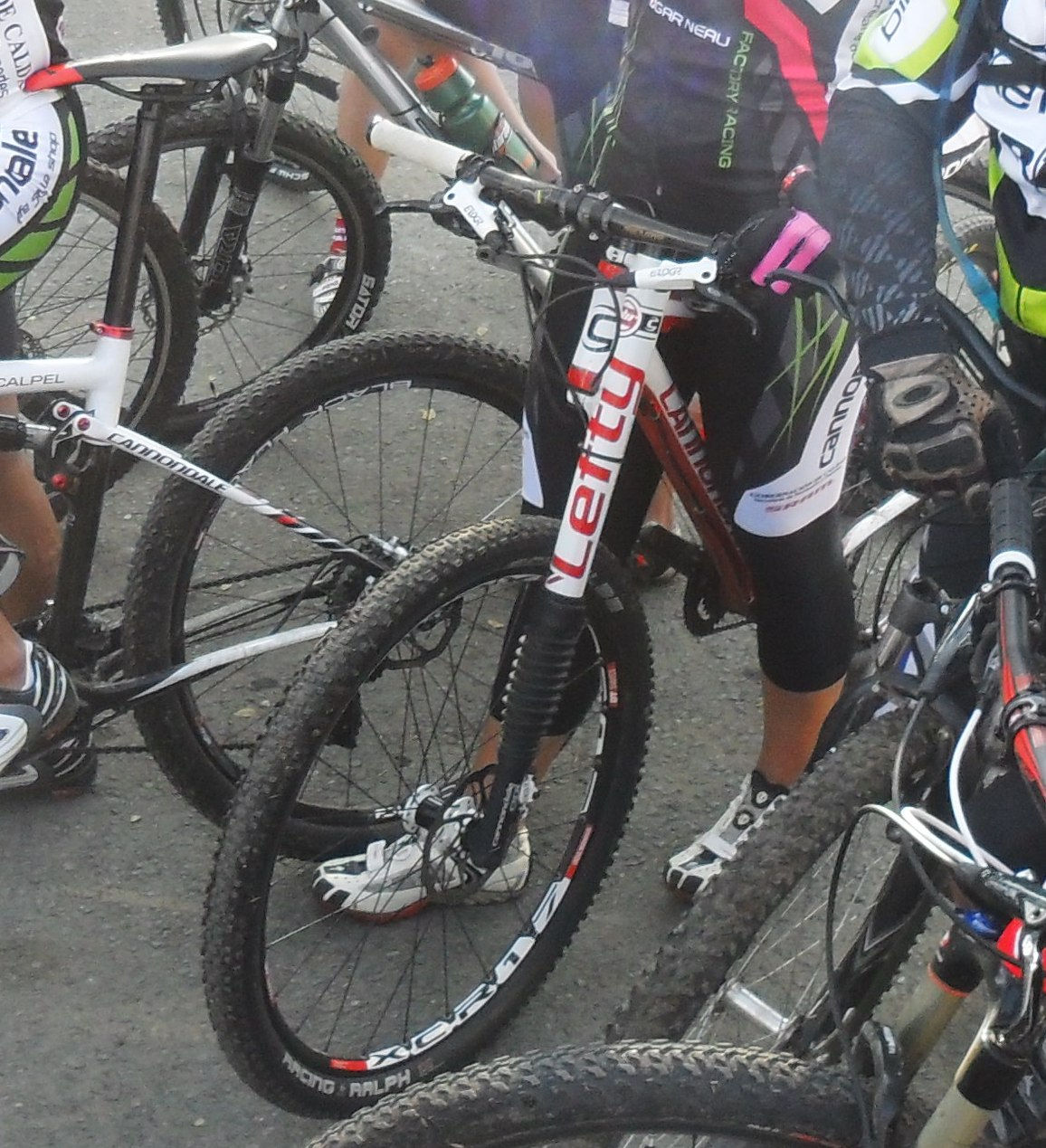
Амортизационная вилка Lefty

Cannondale также разрабатывает амортизационные вилки. В 1992 году компания представила вилку необычной конструкции под названием Fatty («Толстушка»; название объясняется тем, что для установки этой вилки необходим расширенный рулевой стакан). В то время как производители амортизационных вилок всячески пытались добиться большей торсионной жёсткости от традиционной конструкции с подшипниками скольжения в каждой из двух «ног», разработчики Cannondale создали вилку с амортизатором внутри рулевого стакана рамы. Конструкция под названием HeadShok (переводится как «амортизатор в рулевом стакане») включала игольчатые подшипники, снижавшие трение и повышавшие плавность работы амортизатора. Благодаря тому что ноги вилки не имели движущихся частей, Fatty стала одной из самых жёстких на скручивание амортизационных вилок.
Желание и необходимость увеличить ход переднего амортизатора привели к тому, что его пришлось вынести из рулевой трубы рамы. Так в 1996 году появился прототип вилки Lefty («Левша»), которая отличалась наличием лишь одной ноги (левой). Однако отсутствие хороших дисковых тормозов вынудило компанию отодвинуть производство Lefty.
В 1999 году была вновь представлена вилка Lefty, а в 2000 году были выпущены первые велосипеды, оснащённые одноногой амортизационной вилкой; к преимуществам одноногой конструкции относится более низкий вес — за счёт меньшего количества деталей — и увеличенный грязевой зазор. Общая жёсткость Lefty также выше, чем у других вилок того же класса; это связано с перевёрнутым устройством — труба большего диаметра расположена в зоне большей деформации — а также с двухкоронной конструкцией.
В 2013 году Lefty была обновлена: часть игольчатых подшипников (в нижней части вилки) заменили подшипником скольжения. Модель получила название Lefty Hybrid. На некоторых вилках появился сдвиг оси вперёд (offset), который варьировался от 50 до 60 мм с шагом 5 мм в зависимости от модели велосипеда, на которую устанавливали Lefty. Варьироваться может и расстояние между хомутами крепления (коронами вилки): оно может составлять 97, 110, 120, 134 и 163 мм в зависимости от типа и размера рамы. Принцип разработки и адаптации сразу нескольких компонентов, в данном случае рамы и вилки, носит название Si (System Integration).
В 2018 году конструкция вилки вновь претерпела серьёзные изменения: вилка стала однокоронной, выиграв в весе, но потеряв в жёсткости. Также теперь она не требует специального рулевого стакана. Модель называется Lefty Ocho («Ocho» в переводе с испанского — «восемь»; это восьмое поколение Lefty).
Модельный ряд Lefty включает следующие вилки:
- Lefty Hybrid 2.0 Carbon,29"/27.5", 100mm, XLR Isolated Damper Technology, XC+ tune, X-Loc/X-Loc Full Sprint remote, 50/55mm offset;
- Lefty Hybrid 2.0 OPI, 29"/27.5", 100mm, PBR Isolated Damper Technology, XC+ tune, 50/55mm offset;
- Lefty Hybrid 2.0 Carbon, 120mm, XLR Isolated Damper Technology, Trail+ tune, X-Loc Full Sprint remote, 50/55mm offset;
- Lefty Hybrid 2.0 OPI, 120/130mm, PBR Isolated Damper Technology, Trail+ tune, 50/55mm offset;
- Lefty SuperMax 2.0 27.5" , PBR Isolated Damper Technology, Enduro+ tune, 50 mm ofsett 140/160 mm travel;
- Lefty Oliver Carbon w/ PBR, 30mm Travel, 45mm off-set (для модели Slate);
- Lefty Olaf, 100mm, PBR Isolated Damper Technology with Enduro+ tune and updated controls, 60mm offset (Fat CAAD 1)
- Lefty Ocho: 100mm, обновлённая модель, презентованная в 2018 году[22][23].

Вилка Lefty устанавливается на велосипеды среднего и высокого класса. С завода комплектуется только на велосипеды Cannondale, однако существуют и адаптеры для установки на рамы других производителей. Исключение составляет Lefty Ocho — она будет продаваться отдельно, и для её установки не потребуются адаптеры.
Компания Cannondale утверждает, что вилка Lefty Hybrid 2.0, а также Lefty SuperMax 2.0 минимум на 6 % опережают конкурентов как в абсолютных показателях общей жёсткости (торсионная жёсткость + продольная жёсткость + жёсткость при боковой нагрузке) так и в показателях соотношения веса и жёсткости.

### Другие компоненты
В 1992 году на велосипедах, комплектуемых вилкой Fatty, использовался увеличенный стандарт рулевой трубы (диаметром 1,5 дюйма). Лишь в 2001 году стандарт 1,5 дюйма получил широкое распространение среди других производителей.
В 1994 году компания Cannondale запустила выпуск шатунов под названием CODA MAGIC CRANK. Это были первые в мире полые шатуны. Вал каретки был увеличенным, а сама каретка состояла из двух выносных чашек с подшипниками. Спустя почти 10 лет компания Shimano также стала изготавливать полые шатуны и использовать выносные подшипники в каретке; этот тип шатунов получил название Hollowtech/Hollowtech II. Позже полые шатуны стали изготавливать и другие производители. Вес шоссейного комплекта (56/44, 175 мм) CODA MAGIC CRANK составлял 527 грамм, без учёта веса каретки, что на 106 грамм легче модели Shimano Dura Ace 9000 (52/39, 172,5 мм) 2013 года, без учёта каретки.
В 2000 году Cannondale представили новые шатуны Si Hollowgram, которые были разработаны совместно с кареточным узлом стандарта BB30 и рамой CAAD6.
Стандарт каретки BB30 был бесплатно предоставлен для использования другими производителями. На сегодняшний день этот стандарт поддерживают многие производители велосипедов. Цифра 30 означает диаметр внутренней части подшипника и вала в миллиметрах. Благодаря большому диаметру вала появилась возможность использовать в качестве материала алюминий, что делает конструкцию жёстче и легче. Также стандарт BB30 предполагает отсутствие чашек, что тоже положительно влияет на экономию веса. Поначалу изготавливались карбоновые, а также алюминиевые версии шатунов Hollowgram. На сегодняшний день вес комплекта Hollowgram SiSL2 (50/34, 172.5 мм) составляет 484 грамма без учёта веса подшипников, что делает эти шатуны одними из самых легких в мире. Многократные тесты показывают, что, несмотря на малый вес, эти шатуны также обладают и одними из самых больших показателей соотношения жёсткости.

## Спонсорская деятельность
Спонсорство компании Cannondale в высшем дивизионе шоссейного велоспорта началось с заключённого в конце 1990-х годов контракта с командой Saeco; гонщик команды Марио Чиполлини (Mario Cipollini) одержал 4 победы на этапах Тур де Франс (Tour de France) в 1999 году. Команда выиграла в общей сложности 5 раз Джиро д’Италия: в 1997 году — с Иваном Готти, в 2003 году — с Джильбе́рто Симо́ни, в 2004 году — с Дамиа́но Ку́него. В 2005 году команда Saeco разорвала спонсорские соглашения с Cannondale и была переименована в Lampre-Caffita. В 2007 году компания становится спонсором команды Liquigas, которая выигрывает Джиро д’Италия с Данило Ди Лука в 2007 году и с Иваном Бассо в 2010 году. В 2011 году команда приобретает имя Liquigas-Cannondale. Параллельно компания спонсирует команду Barloworld на гонке Тур де Франс в 2007 году и команду Bahati Foundation в 2010 году.
В маунтинбайке Cannondale спонсировали команду Cannondale-Vredestein (Ранее Volvo/Cannondale), Bear Naked/Cannondale (ранее SoBe/Cannondale) и многочисленных индивидуальных гонщиков, среди которых чемпион США Тинки Хуарез. Множество именитых гонщиков выступали в составе команд, спонсируемых Cannondale, включая чемпионок мира Анн-Каролин Шоссон и Меллису Дживе, серебряного медалиста Олимпийских игр и чемпиона мира Элисона Сидар, бронзового призёра Кристофа Саузера, Брайана Лопес, Кэдела Эванса, Мартина Аштона, Аарона Чейза, Седрика Гарсия, Роэл Паулисен, Мануэля Фумик, Фредерика Кесьякоф, Марко Фонтана и чемпиона мира 2013 года в серии «Эндуро» Джерома Клементца.
В триатлоне за Cannondale выступал Фарис Аль-Султан (Faris Al-Sultan), который выиграл чемпионат мира в 2005 году и чемпион Хорватии Дежан Патрчевич (Dejan Patrčević). Также за Cannondale выступали Крисс Веллингтон (Сhrissie Wellington) и Сара Рейнертсен (Sarah Reinertsen), трижды завоёвывавшие звание чемпионок мира на дистанции Ironman.
На момент 1 января 2016 года компания Cannondale является спонсором следующих команд и гонщиков:
- Cannondale Pro Cycling Team (шоссейный велоспорт, профессиональная команда)
- TEAM 3M (шоссейный велоспорт, континентальная команда)
- Cannondale Factory Racing (Маунтинбайк)
- Stans No Tubes (Маунтинбайк, Женщины)
- Sho-Air Cannondale (Маунтинбайк)
- Cannondale OverMountain (Эндуро)
- Cannondale p/b CyclecrossWorld (Велокросс)
- MICHELLE VESTERBY, ANDI DREITZ, VICTOR DEL CORRAL (Триатлон)

## Награды
Cannondale является многочисленным победителем в различных конкурсах в категориях: дизайн, новаторство, технологии и лучший велосипед года.
Среди прочих побед:
- «Издательская Премия в сфере Инноваций» (Publisher’s Award for Innovation) от Bicycling Magazine;
- «Техническая Разработка Года» (Technological Development of the Year Award) от VeloNews magazine;
- «Лучшее из новинок» «Best Of What’s New» от Popular Science;
- «Награда за Лучшую Новинку Года» (Best New Products of the Year Award) от Business Week;
- « Признание за дизайн» (Design Recognition Award) от ID magazine;
- «Награда за CAD дизайн» (Computer-Aided Design Award) от Design News;
- «Награда за Дизайн и Инженерство» (Design and Engineering Award) от Popular Mechanics;
- Золотая медаль в номинации « Лучший Велосипед Года» в категории «шоссейные велосипеды» на выставке EuroBike 2011. Модель SuperSix EVO Hi-MOD.[35]
- Золотая медаль в номинации «Лучший Велосипед Года» в категории «шоссейные велосипеды» на выставке EuroBike 2012. Модель SuperSix EVO NANO.[36]
- «Лучший велосипед» на выставке Eurobike 2014, в категории «Городской Велосипед», модель Contro 1.[37]
- Золотая медаль в номинации « Лучший Велосипед Года» на выставке Eurobike 2015, в категории «Шоссейный велосипед». Модель Slate CX1.[38]
- « Велосипед года» (11 марта 2014) по версии интернет-издательства BikeRadar, модель Cannondale Synapse 5.[39]
- « Велосипед года Interbike» (21 сентября 2015) на выставке Inerbike. Модель SuperSix Evo Force Racing Edition.[40]
- " TOP BIKE " 2016 по версии интернет-издательства Вikeexchange в категории «Шоссе». Модель Cannondale Supersix Evo Black Inc.[41]
- « Лучший шоссейный велосипед года», 2015 год, модель SuperSix Evo HM по версии журнала Velonews.[42]
- Победитель в номинации «Подъём в гору. Самый лёгкий велосипед 2016 года» по версии обозревателя Сyclingweekly. Модель Cannondale SuperSix EVO Hi-Mod.[43]
- «ТOP BIKE» 2016 по версии интернет-издательства Вikeexchange в категории «Хардтёйл». Модель Cannondale F-Si29 Black Inc.[44]
- «Лучший велосипед» в категории «Горный велосипед» на выставке BikeMotion 2014. Модель Cannondale F-Si29.[45]
- «Велосипед Года 2014/2015» по версии вебжурнала Road.cc. Модель Synapse Ultegra Disc.[46]

## Победы
На горных велосипедах Cannondale было выиграно 11 Чемпионатов Мира, 17 Кубков Мира, 16 Национальных Чемпионатов и две Золотые Олимпийские Медали.
В шоссейном велоспорте гонщики Cannondale выиграли более 10 этапов Тур де Франс, более 30 этапов на Джиро д’Италия, одержали 5 побед на Джиро д’Италия в общем зачёте, в числе побед также Чемпионат Мира среди Профессионалов.